# Franz Xaver von Schönwerth
Franz Xaver von Schönwerth (16 de julho de 1810 – 24 de maio de 1886) foi um funcionário público da Baviera que foi um importante colecionador de folclore na região do Alto Palatinado.

## Nascimento
Schönwerth nasceu dia 16 de julho de 1810 em Amberg como o primeiro de cinco filhos de Joseph Schönwerth, um professor de desenho real.

## Coleção de folclore
Em 2009, material não publicado coletado por Schönwerth, incluindo aproximadamente 500 contos populares, foi descoberto em Regensburg pela especialista cultural de Oberpfalz Erika Eichenseer, que publicou alguns dos contos.